# Élections municipales de 2014 en Martinique
Les élections municipales de 2014 en Martinique se déroulent les 23 et 30 mars.

## Maires sortants et maires élus
Le scrutin est marqué par une stabilité politique relative. La gauche est battue à Gros-Morne, Le Marigot et Sainte-Anne. Elle enregistre un succès à Basse-Pointe. 
| Commune           | Population | Maire sortant                | Parti | Parti   | Maire élu                | Parti | Parti   |
| ----------------- | ---------- | ---------------------------- | ----- | ------- | ------------------------ | ----- | ------- |
| Basse-Pointe      | 3 660      | André Charpentier            |       | FMP     | Marie-Thérèse Casimirius |       | PPM     |
| Bellefontaine     | 1 476      | Félix Ismain                 |       | PPM     | Félix Ismain             |       | PPM     |
| Case-Pilote       | 4 447      | Ralph Monplaisir             |       | DVD     | Ralph Monplaisir         |       | DVD     |
| Ducos             | 17 025     | Charles-André Mencé          |       | RDM     | Charles-André Mencé      |       | RDM     |
| Fort-de-France    | 86 753     | Raymond Saint-Louis-Augustin |       | PPM     | Didier Laguerre          |       | PPM     |
| Gros-Morne        | 10 481     | Albert Jean-Zéphirin         |       | PPM     | Gilbert Couturier        |       | MIM     |
| L'Ajoupa-Bouillon | 1 747      | Maurice Bonté                |       | DVD     | Maurice Bonté            |       | DVD     |
| La Trinité        | 13 468     | Louis-Joseph Manscour        |       | FSM     | Frédéric Buval           |       | FSM     |
| Le Carbet         | 3 754      | Jean-Claude Ecanvil          |       | PPM     | Jean-Claude Ecanvil      |       | PPM     |
| Le Diamant        | 6 025      | Gilbert Eustache             |       | RDM     | Gilbert Eustache         |       | RDM     |
| Le François       | 18 841     | Maurice Antiste              |       | MPF     | Maurice Antiste          |       | MPF     |
| Le Lamentin       | 39 458     | Pierre Samot                 |       | BPM     | Pierre Samot             |       | BPM     |
| Le Lorrain        | 7 410      | Justin Pamphile              |       | RDM     | Justin Pamphile          |       | RDM     |
| Le Marigot        | 3 586      | Ange Lavenaire               |       | RDM     | Joseph Peraste           |       | DVD     |
| Le Marin          | 8 552      | Rodolphe Désiré              |       | PPM     | Rodolphe Désiré          |       | PPM     |
| Le Morne-Rouge    | 5 043      | Jenny Dulys-Petit            |       | DVD     | Jenny Dulys-Petit        |       | DVD     |
| Le Morne-Vert     | 1 869      | Lucien Saliber               |       | DVG     | Lucien Saliber           |       | DVG     |
| Le Prêcheur       | 1 655      | Marcellin Nadeau             |       | MODEMAS | Marcellin Nadeau         |       | MODEMAS |
| Le Robert         | 24 017     | Alfred Monthieux             |       | RDM     | Alfred Monthieux         |       | RDM     |
| Le Vauclin        | 9 183      | Raymond Occolier             |       | RDM     | Raymond Occolier         |       | RDM     |
| Les Anses-d'Arlet | 3 872      | Eugène Larcher               |       | RDM     | Eugène Larcher           |       | RDM     |
| Les Trois-Îlets   | 7 607      | Arnaud René-Corail           |       | PPM     | Arnaud René-Corail       |       | PPM     |
| Macouba           | 1 148      | Sainte-Rose Cakin            |       | UMP     | Sainte-Rose Cakin        |       | UMP     |
| Rivière-Pilote    | 12 871     | Lucien Veilleur              |       | MIM     | Raymond Theodose         |       | MIM     |
| Rivière-Salée     | 12 855     | André Lesueur                |       | FMP     | André Lesueur            |       | FMP     |
| Saint-Esprit      | 9 464      | Éric Hayot                   |       | FMP     | Fred-Michel Tirault      |       | UMP     |
| Saint-Joseph      | 16 849     | Athanase Jeanne-Rose         |       | RDM     | Athanase Jeanne-Rose     |       | RDM     |
| Saint-Pierre      | 4 396      | Raphaël Martine              |       | RDM     | Raphaël Martine          |       | RDM     |
| Sainte-Anne       | 4 666      | Garcin Malsa                 |       | MODEMAS | Jean-Michel Gemieux      |       | DVD     |
| Sainte-Luce       | 10 175     | Louis Crusol                 |       | PPM     | Nicaise Monrose          |       | PPM     |
| Sainte-Marie      | 17 934     | Bruno Nestor Azérot          |       | DVG     | Bruno Nestor Azérot      |       | DVG     |
| Schœlcher         | 20 594     | Luc Clémenté                 |       | DVG     | Luc Clémenté             |       | DVG     |

### Résultats en nombre de maires
| Partis       | Partis                                                                 | Maires sortants | Maires élus | Évolution     |
| ------------ | ---------------------------------------------------------------------- | --------------- | ----------- | ------------- |
|              | Rassemblement démocratique martiniquais                                | 9               | 8           | 1             |
|              | Parti progressiste martiniquais                                        | 7               | 7           | en stagnation |
|              | Divers gauche                                                          | 3               | 4           | 1             |
|              | Mouvement indépendantiste martiniquais                                 | 1               | 1           | en stagnation |
|              | Fédération socialiste martiniquaise                                    | 1               | 1           | en stagnation |
|              | Bâtir le pays Martinique                                               | 1               | 1           | en stagnation |
|              | Mouvement populaire franciscain                                        | 1               | 1           | en stagnation |
|              | Mouvement des démocrates et écologistes pour une Martinique souveraine | 2               | 1           | 1             |
| Total Gauche | Total Gauche                                                           | 25              | 24          | 1             |
|              | Divers droite                                                          | 3               | 5           | 2             |
|              | Union pour un mouvement populaire                                      | 1               | 2           | 1             |
|              | Forces martiniquaises de progrès                                       | 3               | 1           | 2             |
| Total Droite | Total Droite                                                           | 7               | 8           | 1             |
| Total        | Total                                                                  | 32              | 32          | -             |

## Résultats dans les communes de plus de1 000 habitants

### Basse-Pointe
- Maire sortant : André Charpentier (FMP)
- 27 sièges à pourvoir au conseil municipal (population légale 2011 : 3 660 habitants)
- 1 sièges à pourvoir au conseil communautaire (CA du Pays Nord Martinique)

|                          | Marie-Thérèse Casimirius | PPM            | 1 498 | 60,47  | 22 | 1 |  |  |
|                          | André Charpentier *      | FMP            | 979   | 39,52  | 5  |   |  |  |
|                          |                          |                |       |        |    |   |  |  |
| Inscrits                 | Inscrits                 | Inscrits       | 3 508 | 100,00 |    |   |  |  |
| Abstentions              | Abstentions              | Abstentions    | 930   | 26,51  |    |   |  |  |
| Votants                  | Votants                  | Votants        | 2 578 | 73,49  |    |   |  |  |
| Blancs et nuls           | Blancs et nuls           | Blancs et nuls | 101   | 3,92   |    |   |  |  |
| Exprimés                 | Exprimés                 | Exprimés       | 2 477 | 96,08  |    |   |  |  |
| * Liste du maire sortant |                          |                |       |        |    |   |  |  |

### Bellefontaine
- Maire sortant : Félix Ismain (PPM)
- 15 sièges à pourvoir au conseil municipal (population légale 2011 : 1 476 habitants)
- 1 sièges à pourvoir au conseil communautaire (CA du Pays Nord Martinique)

|                          | Félix Ismain *           | PPM            | 747   | 58,40  | 12 | 1 |  |  |
|                          | Servius Charles-donatien | DVG            | 470   | 36,74  | 3  |   |  |  |
|                          | Bertin Belorgane         | DIV            | 62    | 4,84   |    |   |  |  |
|                          |                          |                |       |        |    |   |  |  |
| Inscrits                 | Inscrits                 | Inscrits       | 1 601 | 100,00 |    |   |  |  |
| Abstentions              | Abstentions              | Abstentions    | 285   | 17,80  |    |   |  |  |
| Votants                  | Votants                  | Votants        | 1 316 | 82,20  |    |   |  |  |
| Blancs et nuls           | Blancs et nuls           | Blancs et nuls | 37    | 2,81   |    |   |  |  |
| Exprimés                 | Exprimés                 | Exprimés       | 1 279 | 97,19  |    |   |  |  |
| * Liste du maire sortant |                          |                |       |        |    |   |  |  |

### Case-Pilote
- Maire sortant : Ralph Monplaisir (DVD)
- 27 sièges à pourvoir au conseil municipal (population légale 2011 : 4 447 habitants)
- 2 sièges à pourvoir au conseil communautaire (CA du Pays Nord Martinique)

|                          | Ralph Monplaisir *       | DVD            | 1 139 | 53,32  | 21 | 2 |  |  |
|                          | Jean-Pierre Donval       | DVG            | 439   | 20,55  | 3  |   |  |  |
|                          | Élie Caronique           | DIV            | 393   | 18,39  | 2  |   |  |  |
|                          | Guillaume-Camille Surena | DVG            | 165   | 7,72   | 1  |   |  |  |
|                          |                          |                |       |        |    |   |  |  |
| Inscrits                 | Inscrits                 | Inscrits       | 3 320 | 100,00 |    |   |  |  |
| Abstentions              | Abstentions              | Abstentions    | 1 068 | 32,17  |    |   |  |  |
| Votants                  | Votants                  | Votants        | 2 252 | 67,83  |    |   |  |  |
| Blancs et nuls           | Blancs et nuls           | Blancs et nuls | 116   | 5,15   |    |   |  |  |
| Exprimés                 | Exprimés                 | Exprimés       | 2 136 | 94,85  |    |   |  |  |
| * Liste du maire sortant |                          |                |       |        |    |   |  |  |

### Ducos
- Maire sortant : Charles-André Mencé (RDM)
- 33 sièges à pourvoir au conseil municipal (population légale 2011 : 17 025 habitants)
- 4 sièges à pourvoir au conseil communautaire (CA de l'espace sud de la Martinique)

| Tête de liste            | Tête de liste         | Liste          | Premier tour | Premier tour | Second tour | Second tour | Sièges | Sièges |
| Tête de liste            | Tête de liste         | Liste          | Voix         | %            | Voix        | %           | CM     | CC     |
| ------------------------ | --------------------- | -------------- | ------------ | ------------ | ----------- | ----------- | ------ | ------ |
|                          | Charles-André Mencé * | RDM            | 2 658        | 40,87        | 3 319       | 49,61       | 25     | 3      |
|                          | Louis Marie-Sainte    | PPM            | 1 632        | 25,09        | 1 914       | 28,60       | 5      | 1      |
|                          | Marius Narcissot      | MIM            | 1 571        | 24,15        | 1 457       | 21,77       | 3      |        |
|                          | Philippe Petit        | UDI            | 642          | 9,87         |             |             |        |        |
|                          |                       |                |              |              |             |             |        |        |
| Inscrits                 | Inscrits              | Inscrits       | 12 230       | 100,00       | 12 225      | 100,00      |        |        |
| Abstentions              | Abstentions           | Abstentions    | 5 322        | 43,52        | 5 203       | 42,56       |        |        |
| Votants                  | Votants               | Votants        | 6 908        | 56,48        | 7 022       | 57,44       |        |        |
| Blancs et nuls           | Blancs et nuls        | Blancs et nuls | 405          | 5,86         | 332         | 4,73        |        |        |
| Exprimés                 | Exprimés              | Exprimés       | 6 503        | 94,14        | 6 690       | 95,27       |        |        |
| * Liste du maire sortant |                       |                |              |              |             |             |        |        |

### Fort-de-France
- Maire sortant : Raymond Saint-Louis-Augustin (PPM)
- 53 sièges à pourvoir au conseil municipal (population légale 2011 : 86 753 habitants)
- 28 sièges à pourvoir au conseil communautaire (CA du Centre de la Martinique)

|                | Didier Laguerre          | PPM            | 12 839 | 51,89  | 42 | 21 |  |  |
|                | Francis Carole           | Palima         | 8 403  | 33,96  | 10 | 6  |  |  |
|                | Miguel Laventure         | FMP            | 1 649  | 6,66   | 1  | 1  |  |  |
|                | Ghislaine Joachim-Arnaud | CO             | 947    | 3,82   |    |    |  |  |
|                | Gabriel Lagrandcourt     | UMP            | 900    | 3,63   |    |    |  |  |
|                |                          |                |        |        |    |    |  |  |
| Inscrits       | Inscrits                 | Inscrits       | 65 011 | 100,00 |    |    |  |  |
| Abstentions    | Abstentions              | Abstentions    | 38 316 | 58,94  |    |    |  |  |
| Votants        | Votants                  | Votants        | 26 695 | 41,06  |    |    |  |  |
| Blancs et nuls | Blancs et nuls           | Blancs et nuls | 1 957  | 7,33   |    |    |  |  |
| Exprimés       | Exprimés                 | Exprimés       | 24 738 | 92,67  |    |    |  |  |

### Gros-Morne
- Maire sortant : Albert Jean-Zéphirin (PPM)
- 33 sièges à pourvoir au conseil municipal (population légale 2011 : 10 481 habitants)
- 5 sièges à pourvoir au conseil communautaire (CA du Pays Nord Martinique)

| Tête de liste  | Tête de liste         | Liste          | Premier tour | Premier tour | Second tour | Second tour | Sièges | Sièges |
| Tête de liste  | Tête de liste         | Liste          | Voix         | %            | Voix        | %           | CM     | CC     |
| -------------- | --------------------- | -------------- | ------------ | ------------ | ----------- | ----------- | ------ | ------ |
|                | Gilbert Couturier     | MIM            | 1 113        | 25,10        | 2 180       | 45,03       | 24     | 4      |
|                | Raphaël Vaugirard     | FSM            | 880          | 19,84        | 1 173       | 24,23       | 4      | 1      |
|                | Anicet Turinay        | DVD            | 690          | 15,56        | 875         | 18,07       | 3      |        |
|                | Bertrand Pierre-Louis | DVG            | 478          | 10,78        | 613         | 12,66       | 2      |        |
|                | Emmanuel Granier      | DVD            | 413          | 9,31         |             |             |        |        |
|                | Raymonde Marie Etile  | DVG            | 398          | 8,97         |             |             |        |        |
|                | Thierry Melsan        | DIV            | 335          | 7,55         |             |             |        |        |
|                | Michel Monconthour    | DIV            | 127          | 2,86         |             |             |        |        |
|                |                       |                |              |              |             |             |        |        |
| Inscrits       | Inscrits              | Inscrits       | 8 477        | 100,00       | 8 479       | 100,00      |        |        |
| Abstentions    | Abstentions           | Abstentions    | 3 756        | 44,31        | 3 438       | 40,55       |        |        |
| Votants        | Votants               | Votants        | 4 721        | 55,69        | 5 041       | 59,45       |        |        |
| Blancs et nuls | Blancs et nuls        | Blancs et nuls | 287          | 6,08         | 200         | 3,97        |        |        |
| Exprimés       | Exprimés              | Exprimés       | 4 434        | 93,92        | 4 841       | 96,03       |        |        |

### L'Ajoupa-Bouillon
- Maire sortant : Maurice Bonté (DVD)
- 19 sièges à pourvoir au conseil municipal (population légale 2011 : 1 747 habitants)
- 1 sièges à pourvoir au conseil communautaire (CA du Pays Nord Martinique)

|                          | Maurice Bonté * | DVD            | 666   | 69,30  | 17 | 1 |  |  |
|                          | Jose Zabeau     | DIV            | 231   | 24,03  | 2  |   |  |  |
|                          | Thomas Accamah  | DIV            | 64    | 6,65   |    |   |  |  |
|                          |                 |                |       |        |    |   |  |  |
| Inscrits                 | Inscrits        | Inscrits       | 1 494 | 100,00 |    |   |  |  |
| Abstentions              | Abstentions     | Abstentions    | 470   | 31,46  |    |   |  |  |
| Votants                  | Votants         | Votants        | 1 024 | 68,54  |    |   |  |  |
| Blancs et nuls           | Blancs et nuls  | Blancs et nuls | 63    | 6,15   |    |   |  |  |
| Exprimés                 | Exprimés        | Exprimés       | 961   | 93,85  |    |   |  |  |
| * Liste du maire sortant |                 |                |       |        |    |   |  |  |

### La Trinité
- Maire sortant : Louis-Joseph Manscour (FSM)
- 33 sièges à pourvoir au conseil municipal (population légale 2011 : 13 468 habitants)
- 7 sièges à pourvoir au conseil communautaire (CA du Pays Nord Martinique)

|                | Frédéric Buval      | FSM            | 2 803  | 58,87  | 27 | 6 |  |  |
|                | Alain Rapon         | DIV            | 1 278  | 26,84  | 4  | 1 |  |  |
|                | Richard Barthelery  | DIV            | 420    | 8,82   | 1  |   |  |  |
|                | Jean-Claude Granier | DVD            | 260    | 5,46   | 1  |   |  |  |
|                |                     |                |        |        |    |   |  |  |
| Inscrits       | Inscrits            | Inscrits       | 10 122 | 100,00 |    |   |  |  |
| Abstentions    | Abstentions         | Abstentions    | 4 945  | 48,85  |    |   |  |  |
| Votants        | Votants             | Votants        | 5 177  | 51,15  |    |   |  |  |
| Blancs et nuls | Blancs et nuls      | Blancs et nuls | 416    | 8,04   |    |   |  |  |
| Exprimés       | Exprimés            | Exprimés       | 4 761  | 91,96  |    |   |  |  |

### Le Carbet
- Maire sortant : Jean-Claude Ecanvil (PPM)
- 27 sièges à pourvoir au conseil municipal (population légale 2011 : 3 754 habitants)
- 2 sièges à pourvoir au conseil communautaire (CA du Pays Nord Martinique)

| Tête de liste            | Tête de liste         | Liste          | Premier tour | Premier tour | Second tour | Second tour | Sièges | Sièges |
| Tête de liste            | Tête de liste         | Liste          | Voix         | %            | Voix        | %           | CM     | CC     |
| ------------------------ | --------------------- | -------------- | ------------ | ------------ | ----------- | ----------- | ------ | ------ |
|                          | Jean-Claude Ecanvil * | PPM            | 1 013        | 48,86        | 1 193       | 55,72       | 22     | 2      |
|                          | Louis Boutrin         | ME             | 354          | 17,07        | 366         | 17,09       | 2      |        |
|                          | Louis Georges Griffit | DVG            | 353          | 17,02        | 582         | 27,18       | 3      |        |
|                          | Alexandre Mouriesse   | DVG            | 353          | 17,02        |             |             |        |        |
|                          |                       |                |              |              |             |             |        |        |
| Inscrits                 | Inscrits              | Inscrits       | 3 152        | 100,00       | 3 152       | 100,00      |        |        |
| Abstentions              | Abstentions           | Abstentions    | 1 001        | 31,76        | 942         | 29,89       |        |        |
| Votants                  | Votants               | Votants        | 2 151        | 68,24        | 2 210       | 70,11       |        |        |
| Blancs et nuls           | Blancs et nuls        | Blancs et nuls | 78           | 3,63         | 69          | 3,12        |        |        |
| Exprimés                 | Exprimés              | Exprimés       | 2 073        | 96,37        | 2 141       | 96,88       |        |        |
| * Liste du maire sortant |                       |                |              |              |             |             |        |        |

### Le Diamant
- Maire sortant : Gilbert Eustache (RDM)
- 29 sièges à pourvoir au conseil municipal (population légale 2011 : 6 025 habitants)
- 2 sièges à pourvoir au conseil communautaire (CA de l'espace sud de la Martinique)

|                          | Gilbert Eustache * | RDM            | 1 839 | 55,34  | 22 | 2 |  |  |
|                          | Yvette Galot       | DVG            | 1 484 | 44,65  | 7  |   |  |  |
|                          |                    |                |       |        |    |   |  |  |
| Inscrits                 | Inscrits           | Inscrits       | 5 048 | 100,00 |    |   |  |  |
| Abstentions              | Abstentions        | Abstentions    | 1 595 | 31,60  |    |   |  |  |
| Votants                  | Votants            | Votants        | 3 453 | 68,40  |    |   |  |  |
| Blancs et nuls           | Blancs et nuls     | Blancs et nuls | 130   | 3,76   |    |   |  |  |
| Exprimés                 | Exprimés           | Exprimés       | 3 323 | 96,24  |    |   |  |  |
| * Liste du maire sortant |                    |                |       |        |    |   |  |  |

### Le François
- Maire sortant : Maurice Antiste (MPF)
- 33 sièges à pourvoir au conseil municipal (population légale 2011 : 18 841 habitants)
- 4 sièges à pourvoir au conseil communautaire (CA de l'espace sud de la Martinique)

| Tête de liste            | Tête de liste     | Liste          | Premier tour | Premier tour | Second tour | Second tour | Sièges | Sièges |
| Tête de liste            | Tête de liste     | Liste          | Voix         | %            | Voix        | %           | CM     | CC     |
| ------------------------ | ----------------- | -------------- | ------------ | ------------ | ----------- | ----------- | ------ | ------ |
|                          | Maurice Antiste * | MPF            | 4 065        | 46,21        | 4 586       | 48,79       | 25     | 3      |
|                          | Samuel Tavernier  | MODEMAS        | 2 513        | 28,57        | 3 731       | 39,69       | 6      | 1      |
|                          | Karine Mousseau   | UMP            | 1 123        | 12,76        | 1 082       | 11,51       | 2      |        |
|                          | Francine Carius   | DIV            | 982          | 11,16        |             |             |        |        |
|                          | Eugene Norden     | DVG            | 112          | 1,27         |             |             |        |        |
|                          |                   |                |              |              |             |             |        |        |
| Inscrits                 | Inscrits          | Inscrits       | 16 116       | 100,00       | 16 116      | 100,00      |        |        |
| Abstentions              | Abstentions       | Abstentions    | 6 945        | 43,09        | 6 409       | 39,77       |        |        |
| Votants                  | Votants           | Votants        | 9 171        | 56,91        | 9 707       | 60,23       |        |        |
| Blancs et nuls           | Blancs et nuls    | Blancs et nuls | 376          | 4,10         | 308         | 3,17        |        |        |
| Exprimés                 | Exprimés          | Exprimés       | 8 795        | 95,90        | 9 399       | 96,83       |        |        |
| * Liste du maire sortant |                   |                |              |              |             |             |        |        |

### Le Lamentin
- Maire sortant : Pierre Samot (BPM)
- 39 sièges à pourvoir au conseil municipal (population légale 2011 : 39 458 habitants)
- 15 sièges à pourvoir au conseil communautaire (CA du Centre de la Martinique)

|                          | Pierre Samot *      | BPM            | 5 554  | 51,57  | 31 | 13 |  |  |
|                          | Daniel Marie-Sainte | MIM            | 1 799  | 16,70  | 3  | 1  |  |  |
|                          | Fabrice Dunon       | DVG            | 1 760  | 16,34  | 3  | 1  |  |  |
|                          | Johan Gaudoux       | UMP            | 609    | 5,65   | 1  |    |  |  |
|                          | Érick Valere        | DVG            | 553    | 5,13   | 1  |    |  |  |
|                          | David Doulin        | DIV            | 494    | 4,58   |    |    |  |  |
|                          |                     |                |        |        |    |    |  |  |
| Inscrits                 | Inscrits            | Inscrits       | 25 277 | 100,00 |    |    |  |  |
| Abstentions              | Abstentions         | Abstentions    | 13 716 | 54,26  |    |    |  |  |
| Votants                  | Votants             | Votants        | 11 561 | 45,74  |    |    |  |  |
| Blancs et nuls           | Blancs et nuls      | Blancs et nuls | 792    | 6,85   |    |    |  |  |
| Exprimés                 | Exprimés            | Exprimés       | 10 769 | 93,15  |    |    |  |  |
| * Liste du maire sortant |                     |                |        |        |    |    |  |  |

### Le Lorrain
- Maire sortant : Justin Pamphile (RDM)
- 29 sièges à pourvoir au conseil municipal (population légale 2011 : 7 410 habitants)
- 4 sièges à pourvoir au conseil communautaire (CA du Pays Nord Martinique)

|                          | Justin Pamphile * | RDM            | 3 400 | 69,70  | 25 | 4 |  |  |
|                          | Guy Annonay       | DVD            | 1 478 | 30,29  | 4  |   |  |  |
|                          |                   |                |       |        |    |   |  |  |
| Inscrits                 | Inscrits          | Inscrits       | 6 782 | 100,00 |    |   |  |  |
| Abstentions              | Abstentions       | Abstentions    | 1 704 | 25,13  |    |   |  |  |
| Votants                  | Votants           | Votants        | 5 078 | 74,87  |    |   |  |  |
| Blancs et nuls           | Blancs et nuls    | Blancs et nuls | 200   | 3,94   |    |   |  |  |
| Exprimés                 | Exprimés          | Exprimés       | 4 878 | 96,06  |    |   |  |  |
| * Liste du maire sortant |                   |                |       |        |    |   |  |  |

### Le Marigot
- Maire sortant : Ange Lavenaire (RDM)
- 27 sièges à pourvoir au conseil municipal (population légale 2011 : 3 586 habitants)
- 1 sièges à pourvoir au conseil communautaire (CA du Pays Nord Martinique)

| Tête de liste            | Tête de liste         | Liste          | Premier tour | Premier tour | Second tour | Second tour | Sièges | Sièges |
| Tête de liste            | Tête de liste         | Liste          | Voix         | %            | Voix        | %           | CM     | CC     |
| ------------------------ | --------------------- | -------------- | ------------ | ------------ | ----------- | ----------- | ------ | ------ |
|                          | Ange Lavenaire *      | RDM            | 948          | 41,18        | 1 154       | 48,32       | 6      |        |
|                          | Joseph Peraste        | DVD            | 780          | 33,88        | 1 234       | 51,67       | 21     | 1      |
|                          | Médard Patrick Bredas | DVG            | 411          | 17,85        |             |             |        |        |
|                          | Frantz Michalon       | DVG            | 163          | 7,08         |             |             |        |        |
|                          |                       |                |              |              |             |             |        |        |
| Inscrits                 | Inscrits              | Inscrits       | 3 269        | 100,00       | 3 269       | 100,00      |        |        |
| Abstentions              | Abstentions           | Abstentions    | 870          | 26,61        | 787         | 24,07       |        |        |
| Votants                  | Votants               | Votants        | 2 399        | 73,39        | 2 482       | 75,93       |        |        |
| Blancs et nuls           | Blancs et nuls        | Blancs et nuls | 97           | 4,04         | 94          | 3,79        |        |        |
| Exprimés                 | Exprimés              | Exprimés       | 2 302        | 95,96        | 2 388       | 96,21       |        |        |
| * Liste du maire sortant |                       |                |              |              |             |             |        |        |

### Le Marin
- Maire sortant : Rodolphe Désiré (PPM)
- 29 sièges à pourvoir au conseil municipal (population légale 2011 : 8 552 habitants)
- 3 sièges à pourvoir au conseil communautaire (CA de l'espace sud de la Martinique)

|                          | Rodolphe Désiré * | PPM            | 2 220 | 55,03  | 23 | 2 |  |  |
|                          | José Mirande      | DVG            | 1 814 | 44,96  | 6  | 1 |  |  |
|                          |                   |                |       |        |    |   |  |  |
| Inscrits                 | Inscrits          | Inscrits       | 6 771 | 100,00 |    |   |  |  |
| Abstentions              | Abstentions       | Abstentions    | 2 580 | 38,10  |    |   |  |  |
| Votants                  | Votants           | Votants        | 4 191 | 61,90  |    |   |  |  |
| Blancs et nuls           | Blancs et nuls    | Blancs et nuls | 157   | 3,75   |    |   |  |  |
| Exprimés                 | Exprimés          | Exprimés       | 4 034 | 96,25  |    |   |  |  |
| * Liste du maire sortant |                   |                |       |        |    |   |  |  |

### Le Morne-Rouge
- Maire sortant : Jenny Dulys-Petit (DVD)
- 29 sièges à pourvoir au conseil municipal (population légale 2011 : 5 043 habitants)
- 2 sièges à pourvoir au conseil communautaire (CA du Pays Nord Martinique)

|                          | Jenny Dulys-Petit * | DVD            | 1 549 | 57,15  | 23 | 2 |  |  |
|                          | Jean-Joseph Malidor | DVG            | 765   | 28,22  | 4  |   |  |  |
|                          | Guy Manikon         | DVG            | 396   | 14,61  | 2  |   |  |  |
|                          |                     |                |       |        |    |   |  |  |
| Inscrits                 | Inscrits            | Inscrits       | 4 505 | 100,00 |    |   |  |  |
| Abstentions              | Abstentions         | Abstentions    | 1 624 | 36,05  |    |   |  |  |
| Votants                  | Votants             | Votants        | 2 881 | 63,95  |    |   |  |  |
| Blancs et nuls           | Blancs et nuls      | Blancs et nuls | 171   | 5,94   |    |   |  |  |
| Exprimés                 | Exprimés            | Exprimés       | 2 710 | 94,06  |    |   |  |  |
| * Liste du maire sortant |                     |                |       |        |    |   |  |  |

### Le Morne-Vert
- Maire sortant : Lucien Saliber (DVG)
- 19 sièges à pourvoir au conseil municipal (population légale 2011 : 1 869 habitants)
- 1 sièges à pourvoir au conseil communautaire (CA du Pays Nord Martinique)

|                          | Lucien Saliber *          | DVG            | 765   | 64,50  | 16 | 1 |  |  |
|                          | Henri Lecurieux-lafayette | DVG            | 421   | 35,49  | 3  |   |  |  |
|                          |                           |                |       |        |    |   |  |  |
| Inscrits                 | Inscrits                  | Inscrits       | 1 660 | 100,00 |    |   |  |  |
| Abstentions              | Abstentions               | Abstentions    | 430   | 25,90  |    |   |  |  |
| Votants                  | Votants                   | Votants        | 1 230 | 74,10  |    |   |  |  |
| Blancs et nuls           | Blancs et nuls            | Blancs et nuls | 44    | 3,58   |    |   |  |  |
| Exprimés                 | Exprimés                  | Exprimés       | 1 186 | 96,42  |    |   |  |  |
| * Liste du maire sortant |                           |                |       |        |    |   |  |  |

### Le Prêcheur
- Maire sortant : Marcellin Nadeau (MODEMAS)
- 19 sièges à pourvoir au conseil municipal (population légale 2011 : 1 655 habitants)
- 1 sièges à pourvoir au conseil communautaire (CA du Pays Nord Martinique)

|                          | Marcellin Nadeau * | MODEMAS        | 789   | 100,00 | 19 | 1 |  |  |
|                          |                    |                |       |        |    |   |  |  |
| Inscrits                 | Inscrits           | Inscrits       | 1 505 | 100,00 |    |   |  |  |
| Abstentions              | Abstentions        | Abstentions    | 676   | 44,92  |    |   |  |  |
| Votants                  | Votants            | Votants        | 829   | 55,08  |    |   |  |  |
| Blancs et nuls           | Blancs et nuls     | Blancs et nuls | 40    | 4,83   |    |   |  |  |
| Exprimés                 | Exprimés           | Exprimés       | 789   | 95,17  |    |   |  |  |
| * Liste du maire sortant |                    |                |       |        |    |   |  |  |

### Le Robert
- Maire sortant : Alfred Monthieux (RDM)
- 35 sièges à pourvoir au conseil municipal (population légale 2011 : 24 017 habitants)
- 12 sièges à pourvoir au conseil communautaire (CA du Pays Nord Martinique)

|                          | Alfred Monthieux * | RDM            | 5 512  | 57,14  | 28 | 10 |  |  |
|                          | Chantal Maignan    | DVD            | 3 544  | 36,74  | 6  | 2  |  |  |
|                          | Lucien Sainte-Rose | DVG            | 590    | 6,11   | 1  |    |  |  |
|                          |                    |                |        |        |    |    |  |  |
| Inscrits                 | Inscrits           | Inscrits       | 17 845 | 100,00 |    |    |  |  |
| Abstentions              | Abstentions        | Abstentions    | 7 694  | 43,12  |    |    |  |  |
| Votants                  | Votants            | Votants        | 10 151 | 56,88  |    |    |  |  |
| Blancs et nuls           | Blancs et nuls     | Blancs et nuls | 505    | 4,97   |    |    |  |  |
| Exprimés                 | Exprimés           | Exprimés       | 9 646  | 95,03  |    |    |  |  |
| * Liste du maire sortant |                    |                |        |        |    |    |  |  |

### Le Vauclin
- Maire sortant : Raymond Occolier (RDM)
- 29 sièges à pourvoir au conseil municipal (population légale 2011 : 9 183 habitants)
- 3 sièges à pourvoir au conseil communautaire (CA de l'espace sud de la Martinique)

|                          | Raymond Occolier *    | RDM            | 2 980 | 64,93  | 25 | 3 |  |  |
|                          | Fernand Bruno Odonnat | DVG            | 1 609 | 35,06  | 4  |   |  |  |
|                          |                       |                |       |        |    |   |  |  |
| Inscrits                 | Inscrits              | Inscrits       | 8 268 | 100,00 |    |   |  |  |
| Abstentions              | Abstentions           | Abstentions    | 3 447 | 41,69  |    |   |  |  |
| Votants                  | Votants               | Votants        | 4 821 | 58,31  |    |   |  |  |
| Blancs et nuls           | Blancs et nuls        | Blancs et nuls | 232   | 4,81   |    |   |  |  |
| Exprimés                 | Exprimés              | Exprimés       | 4 589 | 95,19  |    |   |  |  |
| * Liste du maire sortant |                       |                |       |        |    |   |  |  |

### Les Anses-d'Arlet
- Maire sortant : Eugène Larcher (RDM)
- 27 sièges à pourvoir au conseil municipal (population légale 2011 : 3 872 habitants)
- 2 sièges à pourvoir au conseil communautaire (CA de l'espace sud de la Martinique)

|                          | Eugène Larcher * | RDM            | 1 594 | 64,95  | 23 | 2 |  |  |
|                          | David Dinal      | DVG            | 860   | 35,04  | 4  |   |  |  |
|                          |                  |                |       |        |    |   |  |  |
| Inscrits                 | Inscrits         | Inscrits       | 3 581 | 100,00 |    |   |  |  |
| Abstentions              | Abstentions      | Abstentions    | 1 046 | 29,21  |    |   |  |  |
| Votants                  | Votants          | Votants        | 2 535 | 70,79  |    |   |  |  |
| Blancs et nuls           | Blancs et nuls   | Blancs et nuls | 81    | 3,20   |    |   |  |  |
| Exprimés                 | Exprimés         | Exprimés       | 2 454 | 96,80  |    |   |  |  |
| * Liste du maire sortant |                  |                |       |        |    |   |  |  |

### Les Trois-Îlets
- Maire sortant : Arnaud René-Corail (PPM)
- 29 sièges à pourvoir au conseil municipal (population légale 2011 : 7 607 habitants)
- 3 sièges à pourvoir au conseil communautaire (CA de l'espace sud de la Martinique)

|                          | Arnaud René-Corail * | PPM            | 1 531 | 55,59  | 23 | 3 |  |  |
|                          | Adrien Altius        | DVG            | 1 223 | 44,40  | 6  |   |  |  |
|                          |                      |                |       |        |    |   |  |  |
| Inscrits                 | Inscrits             | Inscrits       | 5 620 | 100,00 |    |   |  |  |
| Abstentions              | Abstentions          | Abstentions    | 2 710 | 48,22  |    |   |  |  |
| Votants                  | Votants              | Votants        | 2 910 | 51,78  |    |   |  |  |
| Blancs et nuls           | Blancs et nuls       | Blancs et nuls | 156   | 5,36   |    |   |  |  |
| Exprimés                 | Exprimés             | Exprimés       | 2 754 | 94,64  |    |   |  |  |
| * Liste du maire sortant |                      |                |       |        |    |   |  |  |

### Macouba
- Maire sortant : Sainte-Rose Cakin (UMP)
- 15 sièges à pourvoir au conseil municipal (population légale 2011 : 1 148 habitants)
- 1 sièges à pourvoir au conseil communautaire (CA du Pays Nord Martinique)

|                          | Sainte-Rose Cakin * | UMP            | 501   | 61,69  | 12 | 1 |  |  |
|                          | Élie Borval         | DVG            | 311   | 38,30  | 3  |   |  |  |
|                          |                     |                |       |        |    |   |  |  |
| Inscrits                 | Inscrits            | Inscrits       | 1 162 | 100,00 |    |   |  |  |
| Abstentions              | Abstentions         | Abstentions    | 329   | 28,31  |    |   |  |  |
| Votants                  | Votants             | Votants        | 833   | 71,69  |    |   |  |  |
| Blancs et nuls           | Blancs et nuls      | Blancs et nuls | 21    | 2,52   |    |   |  |  |
| Exprimés                 | Exprimés            | Exprimés       | 812   | 97,48  |    |   |  |  |
| * Liste du maire sortant |                     |                |       |        |    |   |  |  |

### Rivière-Pilote
- Maire sortant : Lucien Veilleur (MIM)
- 33 sièges à pourvoir au conseil municipal (population légale 2011 : 12 871 habitants)
- 4 sièges à pourvoir au conseil communautaire (CA de l'espace sud de la Martinique)

| Tête de liste            | Tête de liste          | Liste          | Premier tour | Premier tour | Second tour | Second tour | Sièges | Sièges |
| Tête de liste            | Tête de liste          | Liste          | Voix         | %            | Voix        | %           | CM     | CC     |
| ------------------------ | ---------------------- | -------------- | ------------ | ------------ | ----------- | ----------- | ------ | ------ |
|                          | Lucien Veilleur *      | MIM            | 2 562        | 42,65        | 3 135       | 45,52       | 7      | 1      |
|                          | Raymond Theodose       | MIM            | 2 530        | 42,11        | 3 752       | 54,47       | 26     | 3      |
|                          | Jean-Francois Beaunol  | DVG            | 688          | 11,45        | 0           | 0,00        |        |        |
|                          | Patricia Louis-Therese | DVG            | 227          | 3,77         |             |             |        |        |
|                          |                        |                |              |              |             |             |        |        |
| Inscrits                 | Inscrits               | Inscrits       | 11 003       | 100,00       | 11 003      | 100,00      |        |        |
| Abstentions              | Abstentions            | Abstentions    | 4 746        | 43,13        | 3 916       | 35,59       |        |        |
| Votants                  | Votants                | Votants        | 6 257        | 56,87        | 7 087       | 64,41       |        |        |
| Blancs et nuls           | Blancs et nuls         | Blancs et nuls | 250          | 4,00         | 200         | 2,82        |        |        |
| Exprimés                 | Exprimés               | Exprimés       | 6 007        | 96,00        | 6 887       | 97,18       |        |        |
| * Liste du maire sortant |                        |                |              |              |             |             |        |        |

### Rivière-Salée
- Maire sortant : André Lesueur (FMP)
- 33 sièges à pourvoir au conseil municipal (population légale 2011 : 12 855 habitants)
- 4 sièges à pourvoir au conseil communautaire (CA de l'espace sud de la Martinique)

|                          | André Lesueur *          | FMP            | 3 090 | 57,53  | 27 | 3 |  |  |
|                          | Stéphanie Norca          | DIV            | 1 171 | 21,80  | 3  | 1 |  |  |
|                          | Georges-Emmanuel Germany | DIV            | 792   | 14,74  | 2  |   |  |  |
|                          | Éric Belimont            | DVG            | 318   | 5,92   | 1  |   |  |  |
|                          |                          |                |       |        |    |   |  |  |
| Inscrits                 | Inscrits                 | Inscrits       | 9 828 | 100,00 |    |   |  |  |
| Abstentions              | Abstentions              | Abstentions    | 4 182 | 42,55  |    |   |  |  |
| Votants                  | Votants                  | Votants        | 5 646 | 57,45  |    |   |  |  |
| Blancs et nuls           | Blancs et nuls           | Blancs et nuls | 275   | 4,87   |    |   |  |  |
| Exprimés                 | Exprimés                 | Exprimés       | 5 371 | 95,13  |    |   |  |  |
| * Liste du maire sortant |                          |                |       |        |    |   |  |  |

### Saint-Esprit
- Maire sortant : Éric Hayot (FMP)
- 29 sièges à pourvoir au conseil municipal (population légale 2011 : 9 464 habitants)
- 3 sièges à pourvoir au conseil communautaire (CA de l'espace sud de la Martinique)

| Tête de liste            | Tête de liste        | Liste          | Premier tour | Premier tour | Second tour | Second tour | Sièges | Sièges |
| Tête de liste            | Tête de liste        | Liste          | Voix         | %            | Voix        | %           | CM     | CC     |
| ------------------------ | -------------------- | -------------- | ------------ | ------------ | ----------- | ----------- | ------ | ------ |
|                          | Éric Hayot *         | FMP            | 1 368        | 31,43        | 1 763       | 37,07       | 5      | 1      |
|                          | Fred-Michel Tirault  | UMP            | 1 029        | 23,64        | 2 992       | 62,92       | 24     | 2      |
|                          | Christian Valard     | DVG            | 884          | 20,31        |             |             |        |        |
|                          | Miguel Duval         | DIV            | 396          | 9,09         |             |             |        |        |
|                          | Daniel Boyer-faustin | DVG            | 361          | 8,29         |             |             |        |        |
|                          | Maurice Inimod       | DVG            | 314          | 7,21         |             |             |        |        |
|                          |                      |                |              |              |             |             |        |        |
| Inscrits                 | Inscrits             | Inscrits       | 7 689        | 100,00       | 7 689       | 100,00      |        |        |
| Abstentions              | Abstentions          | Abstentions    | 3 186        | 41,44        | 2 775       | 36,09       |        |        |
| Votants                  | Votants              | Votants        | 4 503        | 58,56        | 4 914       | 63,91       |        |        |
| Blancs et nuls           | Blancs et nuls       | Blancs et nuls | 151          | 3,35         | 159         | 3,24        |        |        |
| Exprimés                 | Exprimés             | Exprimés       | 4 352        | 96,65        | 4 755       | 96,76       |        |        |
| * Liste du maire sortant |                      |                |              |              |             |             |        |        |

### Saint-Joseph
- Maire sortant : Athanase Jeanne-Rose (RDM)
- 33 sièges à pourvoir au conseil municipal (population légale 2011 : 16 849 habitants)
- 6 sièges à pourvoir au conseil communautaire (CA du Centre de la Martinique)

|                          | Athanase Jeanne-Rose * | RDM            | 3 882  | 70,31  | 29 | 5 |  |  |
|                          | Camille Marlet         | DIV            | 1 338  | 24,23  | 4  | 1 |  |  |
|                          | Thierry Coler          | DVG            | 301    | 5,45   |    |   |  |  |
|                          |                        |                |        |        |    |   |  |  |
| Inscrits                 | Inscrits               | Inscrits       | 11 707 | 100,00 |    |   |  |  |
| Abstentions              | Abstentions            | Abstentions    | 5 890  | 50,31  |    |   |  |  |
| Votants                  | Votants                | Votants        | 5 817  | 49,69  |    |   |  |  |
| Blancs et nuls           | Blancs et nuls         | Blancs et nuls | 296    | 5,09   |    |   |  |  |
| Exprimés                 | Exprimés               | Exprimés       | 5 521  | 94,91  |    |   |  |  |
| * Liste du maire sortant |                        |                |        |        |    |   |  |  |

### Saint-Pierre
- Maire sortant : Raphaël Martine (RDM)
- 27 sièges à pourvoir au conseil municipal (population légale 2011 : 4 396 habitants)
- 2 sièges à pourvoir au conseil communautaire (CA du Pays Nord Martinique)

|                          | Raphaël Martine *    | RDM            | 1 220 | 50,62  | 21 | 2 |  |  |
|                          | Christian Rapha      | DVD            | 1 035 | 42,94  | 6  |   |  |  |
|                          | Éliane Cesto Gustave | DVG            | 155   | 6,43   |    |   |  |  |
|                          |                      |                |       |        |    |   |  |  |
| Inscrits                 | Inscrits             | Inscrits       | 4 036 | 100,00 |    |   |  |  |
| Abstentions              | Abstentions          | Abstentions    | 1 547 | 38,33  |    |   |  |  |
| Votants                  | Votants              | Votants        | 2 489 | 61,67  |    |   |  |  |
| Blancs et nuls           | Blancs et nuls       | Blancs et nuls | 79    | 3,17   |    |   |  |  |
| Exprimés                 | Exprimés             | Exprimés       | 2 410 | 96,83  |    |   |  |  |
| * Liste du maire sortant |                      |                |       |        |    |   |  |  |

### Sainte-Anne
- Maire sortant : Garcin Malsa (MODEMAS)
- 27 sièges à pourvoir au conseil municipal (population légale 2011 : 4 666 habitants)
- 2 sièges à pourvoir au conseil communautaire (CA de l'espace sud de la Martinique)

| Tête de liste            | Tête de liste       | Liste          | Premier tour | Premier tour | Second tour | Second tour | Sièges | Sièges |
| Tête de liste            | Tête de liste       | Liste          | Voix         | %            | Voix        | %           | CM     | CC     |
| ------------------------ | ------------------- | -------------- | ------------ | ------------ | ----------- | ----------- | ------ | ------ |
|                          | Garcin Malsa *      | MODEMAS        | 1 103        | 39,73        | 1 335       | 44,23       | 6      |        |
|                          | Jean-Michel Gemieux | DVD            | 569          | 20,49        | 1 683       | 55,76       | 21     | 2      |
|                          | Éric Coppet         | DVG            | 473          | 17,03        |             |             |        |        |
|                          | Gilles Belmo        | DIV            | 368          | 13,25        |             |             |        |        |
|                          | Jacques Guannel     | DVD            | 263          | 9,47         |             |             |        |        |
|                          |                     |                |              |              |             |             |        |        |
| Inscrits                 | Inscrits            | Inscrits       | 4 017        | 100,00       | 4 016       | 100,00      |        |        |
| Abstentions              | Abstentions         | Abstentions    | 1 122        | 27,93        | 919         | 22,88       |        |        |
| Votants                  | Votants             | Votants        | 2 895        | 72,07        | 3 097       | 77,12       |        |        |
| Blancs et nuls           | Blancs et nuls      | Blancs et nuls | 119          | 4,11         | 79          | 2,55        |        |        |
| Exprimés                 | Exprimés            | Exprimés       | 2 776        | 95,89        | 3 018       | 97,45       |        |        |
| * Liste du maire sortant |                     |                |              |              |             |             |        |        |

### Sainte-Luce
- Maire sortant : Louis Crusol (PPM)
- 33 sièges à pourvoir au conseil municipal (population légale 2011 : 10 175 habitants)
- 3 sièges à pourvoir au conseil communautaire (CA de l'espace sud de la Martinique)

| Tête de liste            | Tête de liste       | Liste          | Premier tour | Premier tour | Second tour | Second tour | Sièges | Sièges |
| Tête de liste            | Tête de liste       | Liste          | Voix         | %            | Voix        | %           | CM     | CC     |
| ------------------------ | ------------------- | -------------- | ------------ | ------------ | ----------- | ----------- | ------ | ------ |
|                          | Jean-Philippe Nilor | MIM            | 2 222        | 45,26        | 2 672       | 48,88       | 8      | 1      |
|                          | Nicaise Monrose     | PPM            | 1 429        | 29,10        | 2 794       | 51,11       | 25     | 2      |
|                          | Louis Crusol *      | PPM            | 1 258        | 25,62        |             |             |        |        |
|                          |                     |                |              |              |             |             |        |        |
| Inscrits                 | Inscrits            | Inscrits       | 7 315        | 100,00       | 7 316       | 100,00      |        |        |
| Abstentions              | Abstentions         | Abstentions    | 2 242        | 30,65        | 1 718       | 23,48       |        |        |
| Votants                  | Votants             | Votants        | 5 073        | 69,35        | 5 598       | 76,52       |        |        |
| Blancs et nuls           | Blancs et nuls      | Blancs et nuls | 164          | 3,23         | 132         | 2,36        |        |        |
| Exprimés                 | Exprimés            | Exprimés       | 4 909        | 96,77        | 5 466       | 97,64       |        |        |
| * Liste du maire sortant |                     |                |              |              |             |             |        |        |

### Sainte-Marie
- Maire sortant : Bruno Nestor Azérot (DVG)
- 33 sièges à pourvoir au conseil municipal (population légale 2011 : 17 934 habitants)
- 9 sièges à pourvoir au conseil communautaire (CA du Pays Nord Martinique)

|                          | Bruno Nestor Azérot * | DVG            | 6 760  | 73,79  | 30 | 9 |  |  |
|                          | Georges Venkatapen    | DVG            | 1 324  | 14,45  | 2  |   |  |  |
|                          | Judes Bazabas         | DVG            | 758    | 8,27   | 1  |   |  |  |
|                          | Dorothe Bonnialy      | UMP            | 318    | 3,47   |    |   |  |  |
|                          |                       |                |        |        |    |   |  |  |
| Inscrits                 | Inscrits              | Inscrits       | 17 024 | 100,00 |    |   |  |  |
| Abstentions              | Abstentions           | Abstentions    | 6 851  | 40,24  |    |   |  |  |
| Votants                  | Votants               | Votants        | 10 173 | 59,76  |    |   |  |  |
| Blancs et nuls           | Blancs et nuls        | Blancs et nuls | 1 013  | 9,96   |    |   |  |  |
| Exprimés                 | Exprimés              | Exprimés       | 9 160  | 90,04  |    |   |  |  |
| * Liste du maire sortant |                       |                |        |        |    |   |  |  |

### Schœlcher
- Maire sortant : Luc Clémenté (DVG)
- 35 sièges à pourvoir au conseil municipal (population légale 2011 : 20 594 habitants)
- 7 sièges à pourvoir au conseil communautaire (CA du Centre de la Martinique)

|                          | Luc Clementé *     | DVG            | 4 304  | 61,43  | 29 | 7 |  |  |
|                          | Marinette Torpille | DVD            | 1 109  | 15,82  | 3  |   |  |  |
|                          | Max Orville        | MoDem          | 564    | 8,05   | 1  |   |  |  |
|                          | Renaud Saint-Albin | DVG            | 560    | 7,99   | 1  |   |  |  |
|                          | Leone Vaillant     | DIV            | 469    | 6,69   | 1  |   |  |  |
|                          |                    |                |        |        |    |   |  |  |
| Inscrits                 | Inscrits           | Inscrits       | 16 249 | 100,00 |    |   |  |  |
| Abstentions              | Abstentions        | Abstentions    | 8 308  | 51,13  |    |   |  |  |
| Votants                  | Votants            | Votants        | 7 941  | 48,87  |    |   |  |  |
| Blancs et nuls           | Blancs et nuls     | Blancs et nuls | 935    | 11,77  |    |   |  |  |
| Exprimés                 | Exprimés           | Exprimés       | 7 006  | 88,23  |    |   |  |  |
| * Liste du maire sortant |                    |                |        |        |    |   |  |  |